# Carla Bruni
Pour les articles homonymes, voir Bruni, Tedeschi et Sarkozy (homonymie).
Carla Bruni Tedeschi, née le 23 décembre 1967 à Turin, est une mannequin et auteure-compositrice-interprète italo-française. Elle est connue sous les noms de Carla Bruni, qu'elle continue à utiliser dans sa carrière artistique, et de Carla Bruni-Sarkozy, comme nom d'usage depuis son mariage en 2008 avec le président de la République française, Nicolas Sarkozy.
Installée en France depuis l'âge de 7 ans, elle mène une carrière de mannequin de 1987 à 1997, puis se reconvertit dans la musique. Elle écrit plusieurs titres sur l'album Si j'étais elle de Julien Clerc en 2000, puis sort son premier album, Quelqu'un m'a dit, en 2002, qui lui vaut la Victoire de la musique de l'Artiste féminine de l’année. Elle a publié depuis cinq autres albums studio.
Elle fait l'objet d'une mise en examen, depuis juillet 2024, pour recel de subornation de témoin et association de malfaiteurs, dans l'opération Sauver Sarko.

## Biographie

### Origines familiales
La famille Bruni Tedeschi, fondatrice dans les années 1920 de la CEAT (Cavi Elettrici e Affini Torino), est l'une des familles les plus en vue de l'industrie turinoise ayant fait fortune dans les pneumatiques.
Ses parents sont le compositeur d'opéra et industriel Alberto Bruni Tedeschi et l'actrice et pianiste concertiste Marisa Borini.
Cependant, le 9 janvier 2008, Maurizio Remmert, homme d'affaires installé depuis 30 ans à São Paulo au Brésil, révèle être le père biologique de Carla Bruni. Maurizio Remmert et Marisa Borini se sont rencontrés à Turin et ont eu une relation amoureuse durable dont est née Carla Bruni. Maurizio Remmert déclare que la filiation était connue d'Alberto Bruni Tedeschi depuis de nombreuses années, et qu'il a toujours traité Carla Bruni comme sa fille. Peu de temps avant la mort de son père en 1996, Carla Bruni a appris de sa mère l'existence de son père biologique.
Sa demi-sœur aînée est l'actrice, scénariste et réalisatrice Valeria Bruni Tedeschi et son frère aîné, Virginio, marin et photographe, est décédé à Paris le 4 juillet 2006 des suites du sida. Son père biologique a également une fille : Consuelo Remmert.

### Jeunesse et formation
En 1975, sa famille s'installe en France par peur des enlèvements par les Brigades rouges italiennes.
Jeune, elle apprend le piano puis la guitare. Elle est élève au lycée Janson-de-Sailly et à l'École bilingue Jeannine-Manuel et est reçue au baccalauréat.
Elle baigne dans la musique depuis l'enfance et a hérité de sa famille un goût pour cet art. Passionnée de littérature et d'écriture, elle compose des chansons, en griffonnant ses textes entre deux activités.
Elle poursuit ses études dans des internats privés suisses et français, puis commence des études d'architecture à Paris, dont elle ne réalise qu'un semestre (Université Paris-I-Panthéon-Sorbonne, campus de Tolbiac).

### Carrière de mannequin
À l'âge de dix-neuf ans, elle arrête ses études d'architecture et devient mannequin pour l'agence parisienne City Models.
Elle accède au rang de top model, en 1988, pour devenir une star des magazines de mode des années 1990. Elle défile et pose pour des marques telles que Ralph Lauren, Chanel, Dior, Versace, Guess, Givenchy, Paco Rabanne, Sonia Rykiel, Christian Lacroix, Karl Lagerfeld, John Galliano, Yves Saint Laurent, Shiatzy Chen et Georges Rech. Elle devient également une égérie de la marque de lingerie Victoria's Secret et fait la une de différentes éditions de Vogue, Harper's Bazaar, L'Officiel, Elle, Madame Figaro ou encore Marie Claire.
En 1995, elle joue son premier rôle au cinéma dans Catwalk de Richard Leacock puis, en 1997, dans Paparazzi d'Alain Berberian. La même année, à l'âge de 29 ans, elle met fin à sa carrière dans le mannequinat qui aura duré dix ans. Elle décide alors de se consacrer à la musique.
En 2011, ses photos dénudées prises lors de sa carrière de top-modèle sont utilisées par des hackers pour s'introduire dans les ordinateurs des diplomates participant au sommet du G20 à Paris. Elle avait en effet fréquemment été photographiée dénudée par des photographes de mode comme Michel Comte, Pamela Hanson, Inez van Lamsweerde et Vinoodh Matadin, Helmut Newton, Philippe Robert et ces clichés sont régulièrement réédités,, mis en vente aux enchères (2008,, 2009,, 2010,) et exposés dans des festivals de photographie de mode ou en galerie.
En 2013, à 45 ans, la chanteuse amorce un retour au mannequinat et devient l'égérie de la marque de luxe italienne Bulgari.

### Carrière d'auteure-compositrice-interprète
En 1999, elle rencontre Julien Clerc lors d'un dîner et lui confie qu'elle écrit des chansons. Quelques semaines plus tard, elle lui envoie un texte intitulé Si j’étais elle. Julien Clerc en compose la musique et sort en 2000 l'album Si j'étais elle, pour lequel Carla Bruni a écrit la moitié des titres. L'album est certifié disque de platine.
En 2002, elle compose avec Louis Bertignac les paroles et la musique d'un album, Quelqu'un m'a dit, qu'elle interprète en s'accompagnant en solo à la guitare. Bien accueilli par la critique, l'album se vend à deux millions d'exemplaires dans le monde et vaut à Carla Bruni le prix d'Artiste féminine de l'année aux Victoires de la musique, ainsi que le prix Raoul-Breton décerné par la SACEM.
Le 15 janvier 2007, elle sort un deuxième album, No Promises, dans lequel elle accompagne sa musique de textes de poètes anglophones comme William Butler Yeats, W. H. Auden et Emily Dickinson. L'album s'écoule à 200 000 exemplaires.

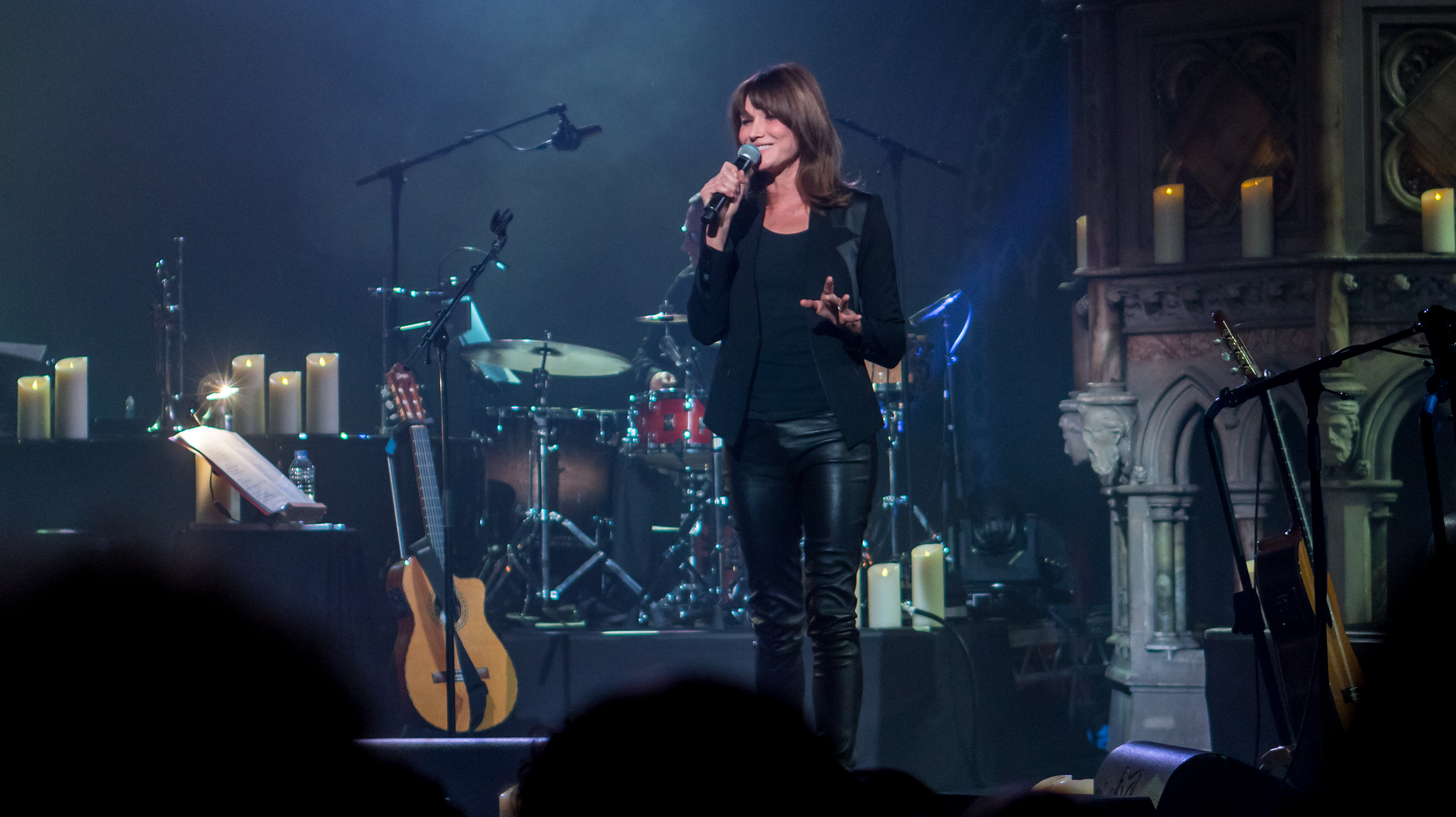
Carla Bruni en concert en 2017.

Le 11 juillet 2008, sort son troisième album, Comme si de rien n'était (le premier en tant qu'épouse du chef de l'État). Porté par le titre L'Amoureuse, l'album atteint les 400 000 ventes. La chanteuse reverse les bénéfices à la Fondation de France.
En 2009, elle participe à un grand concert caritatif en l'honneur de Nelson Mandela à New York.
Le 1er avril 2013, paraît l'album Little French Songs, écoulé à 200 000 exemplaires. Carla Bruni part ensuite en tournée, passant notamment par le Casino de Paris et l'Olympia (où elle enregistre un duo avec Marianne Faithfull), ainsi que quelques dates en Amérique du Nord.
Le 6 octobre 2017, elle publie French Touch, un album de reprises anglo-saxonnes pour lequel elle part en tournée internationale et qui s'écoule à son tour à 200 000 exemplaires.
En octobre 2020, paraît Carla Bruni, un album réalisé par Albin de la Simone et sur lequel figure notamment un duo avec sa sœur, Valeria Bruni-Tedeschi. Une nouvelle tournée s'ensuit l'année suivante.
Le 20 mars 2023, elle est à l'affiche du concert 2 Générations chantent pour la 3e à l'Olympia de Paris, réalisé au profit de la recherche sur la maladie d'Alzheimer.

### Vie privée

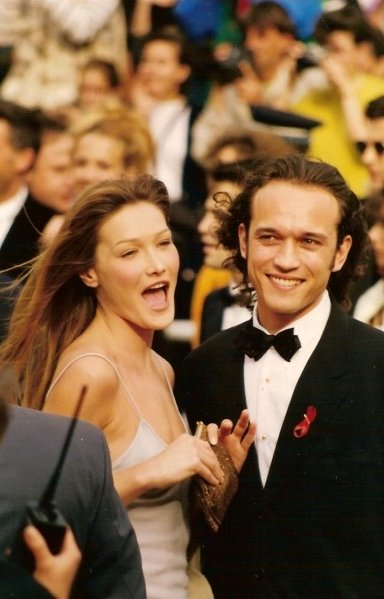
Carla Bruni, en compagnie de Vincent Perez, au festival de Cannes 1994.

Les couvertures de la presse à sensation l'ont montrée en compagnie de plusieurs personnalités : les musiciens Louis Bertignac, Mick Jagger, Eric Clapton, et Jean-Jacques Goldman, le réalisateur Leos Carax, les acteurs Charles Berling et Vincent Pérez ou encore l'avocat Arno Klarsfeld. On lui prête également une relation avec Donald Trump en 1991 alors qu'elle était avec Mick Jagger, avec Laurent Fabius, et avec Denis Olivennes avant qu'elle épouse Nicolas Sarkozy. Elle confirme le profil « polyandre » que lui prêtent certains médias dans diverses interviews, et se dit ennuyée par la monogamie : « l'amour dure une longue période, mais le désir brûlant, deux à trois semaines. Je suis monogame de temps en temps, mais je préfère la polygamie et la polyandrie ».

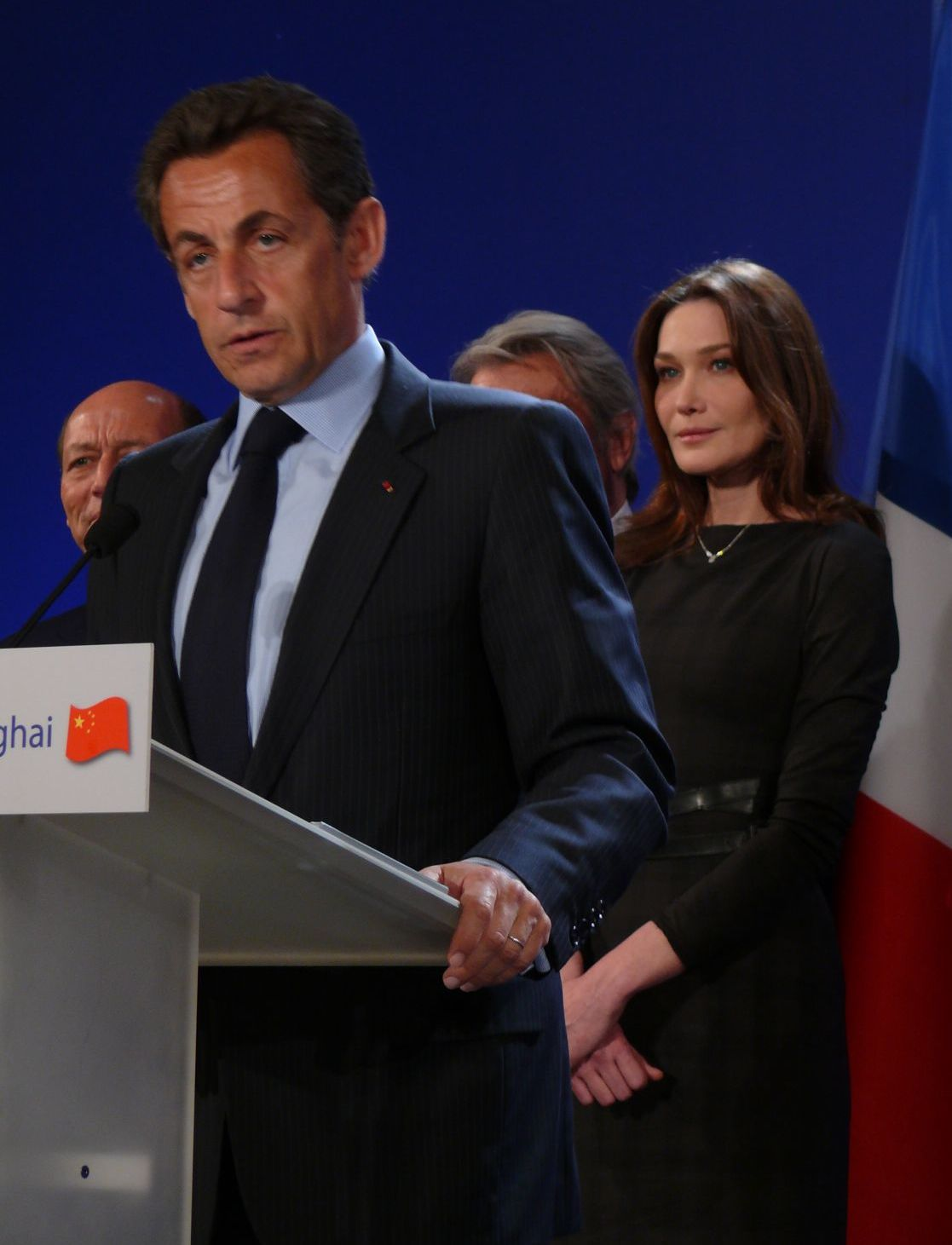
Carla Bruni se tenant derrière son époux Nicolas Sarkozy (en 2010).

Elle met fin à sa relation avec l'éditeur littéraire Jean-Paul Enthoven, pour une relation avec son fils Raphaël Enthoven, qui était alors marié avec Justine Lévy. Le 20 juin 2001, elle met au monde un garçon, Aurélien, né de cette relation. En 2004, elle est l'un des personnages du premier best-seller de Justine Lévy Rien de grave. L'auteure, fille de Bernard-Henri Lévy, y expose son grave passage à vide et sa période de reconstruction à la suite de son divorce d'avec Raphaël Enthoven, parti avec Carla Bruni. Elle brosse par ailleurs un portrait assez peu flatteur de son ancienne « rivale ».
En novembre 2007, au cours d'un repas organisé par Jacques Séguéla, Carla Bruni fait la connaissance du président de la République française, Nicolas Sarkozy, récemment divorcé de Cécilia Ciganer. Ils se fiancent rapidement. Lors du week-end suivant en décembre, ils visitent le parc Disneyland Paris avec le fils de Carla Bruni, Aurélien, entourés de paparazzis. Le 2 février 2008, au Salon vert, une petite salle de conférences du premier étage du palais de l'Élysée, le maire du 8e arrondissement de Paris, François Lebel, les marie.
À la même époque, elle se montre également en compagnie de Maurizio Remmert, l'homme qui avait annoncé peu avant être son père biologique,. Celui-ci accompagne le président lors d'un voyage officiel en Roumanie en février 2008.
Carla Bruni était toujours de nationalité italienne au moment de son mariage. Le 9 juillet 2008, elle déclare avoir obtenu la nationalité française par naturalisation et ne plus être italienne. À la suite d'une blague de Silvio Berlusconi sur Barack Obama, Carla Bruni déclare : « Souvent, je suis très heureuse d'être devenue française ! »,. Elle a fait plusieurs déclarations contradictoires quant au fait qu'elle ait la double nationalité ou uniquement la nationalité française.
Dans une interview accordée à Nice-Matin le 14 juillet 2011, elle confirme sa grossesse, évoquée par les médias depuis plusieurs mois, la qualifiant de bonheur « inattendu et inespéré ». Elle accouche le 19 octobre 2011, à la clinique de la Muette à Paris, d'une fille qui reçoit le prénom de Giulia,.
Lors du mois d'Octobre rose 2023, elle révèle dans une vidéo de campagne pour le dépistage du cancer du sein, en avoir été victime quatre ans auparavant,.

### Épouse du président de la République

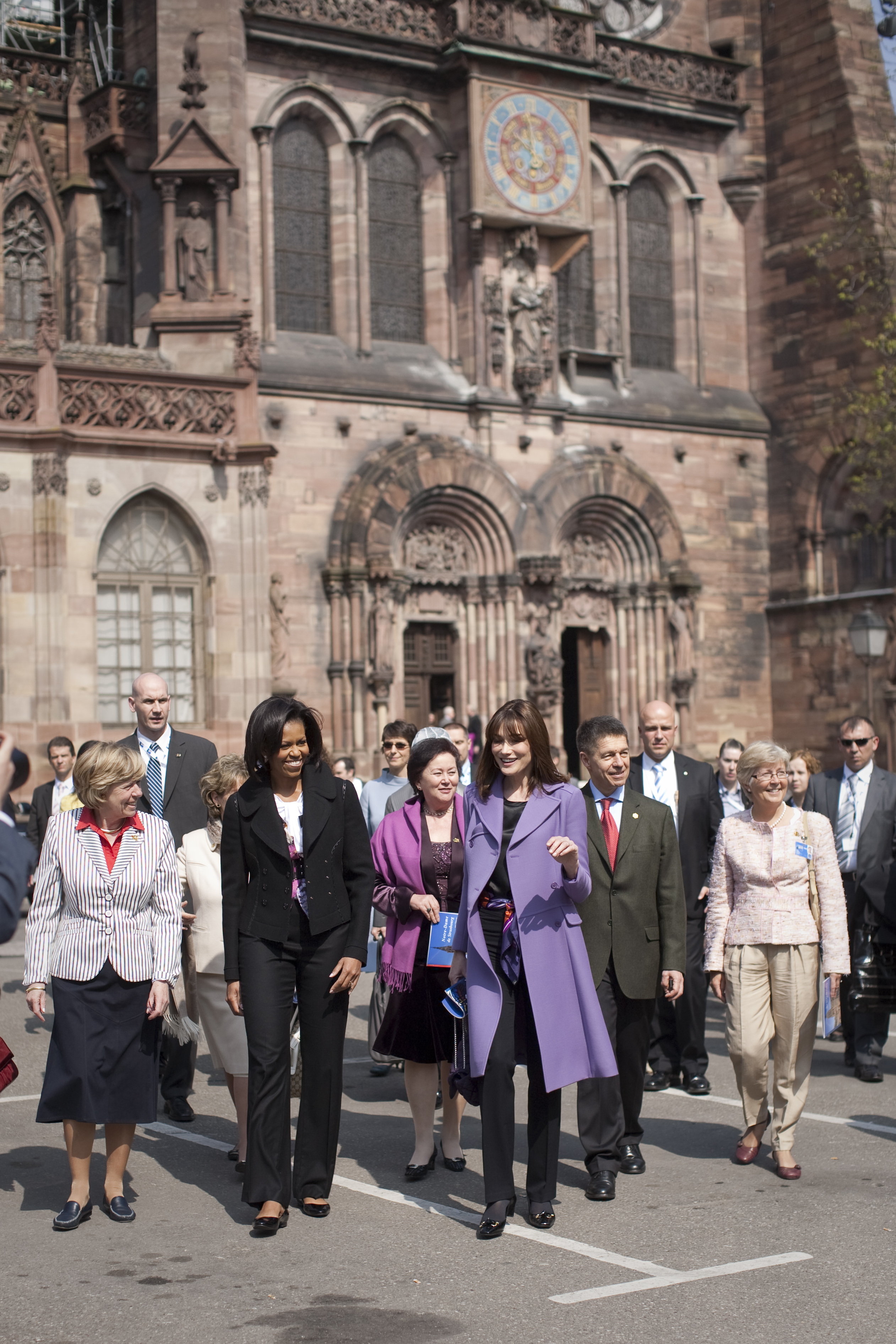
Carla Bruni-Sarkozy visitant la cathédrale Notre-Dame de Strasbourg avec Michelle Obama, en 2009.

En tant qu'épouse du président de la République, elle a disposé d'un bureau dans l'aile est du palais de l'Élysée, dite « aile de Madame », en prolongement des appartements privés et donnant sur le parc, ainsi que d'un secrétaire particulier.
Bien que n'ayant pas de rôle constitutionnellement défini, elle a, comme la plupart de ses prédécesseures, assisté son époux ou l'a représenté dans un certain nombre d'obligations officielles. Elle l'a ainsi accompagné dans plusieurs visites d'État, notamment lors d'une visite au Royaume-Uni, au cours de laquelle sa présence fut très médiatisée. Elle a également représenté Nicolas Sarkozy lors de la visite du dalaï-lama en France en août 2008 en le rencontrant au temple Lérab Ling dans l'Hérault.
En 2008, son intervention en faveur de Marina Petrella, une ancienne membre du groupe italien d'extrême gauche des Brigades rouges, condamnée à la prison à perpétuité pour sa participation à des crimes, notamment pour sa participation à l'enlèvement d'Aldo Moro, l'assassinat d'un commissaire de police (avec refus de donner l'identité des complices), la séquestration d'un magistrat, et quatre autres agressions, afin qu'elle ne soit pas extradée en Italie, est sévèrement commentée. De nombreux intellectuels italiens, par exemple Claudio Magris, ont critiqué cette décision comme étant « indigne d'un Etat de droit », la décision du président Sarkozy de ne pas extrader Marina Petrella étant perçue comme un signe de l'arrogance française.

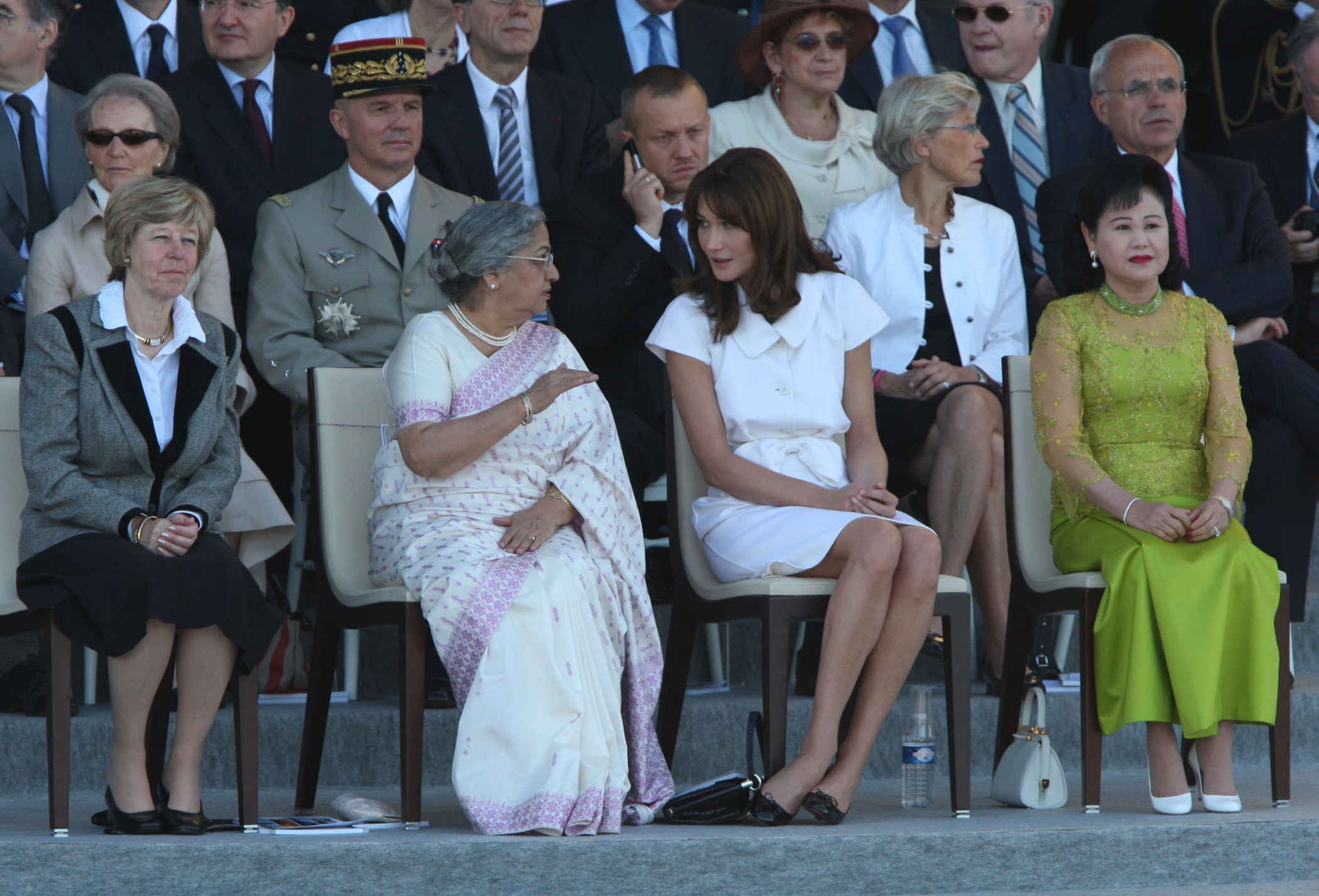
Carla Bruni-Sarkozy échangeant avec Gursharan Kaur en 2009.

Carla Bruni-Sarkozy se rend notamment au Burkina Faso et au Bénin comme ambassadrice pour le Fonds mondial de lutte contre le sida, la tuberculose et le paludisme,,.
Elle lance, en octobre 2009, son site internet, carlabrunisarkozy.org. En mai 2013, un an après la fin du mandat de son mari, son site, dont la création a été confiée à une de ses relations, est critiqué pour son coût (437 000 euros),,.
Le 29 décembre 2009, Alain Joyandet, secrétaire d'État à la Coopération, la remercie pour son action « décisive » dans la libération de Sarah Zaknoun et Céline Faye. Ces deux Françaises, condamnées à huit ans de prison en République dominicaine pour trafic de drogue, ont été graciées au bout de 18 mois par le président Fernández, elles ont toujours clamé leur innocence.
Elle écrit une lettre, le 24 août 2010, pour soutenir la libération d'une Iranienne condamnée à mort, Sakineh Mohammadi Ashtiani. Les insultes d'un quotidien iranien contre elle ont suscité l'indignation du quai d'Orsay et du ministre des affaires étrangères italien, tandis que le porte-parole du ministre des affaires étrangères d'Iran affirmait son désaccord avec le titre de presse.
En 2010, le magazine Forbes la classe 35e des femmes les plus puissantes du monde. L'année suivante, le magazine américain Vanity Fair la désigne « femme la mieux habillée au monde », devant Kate Middleton notamment,.
À la suite de l'élection de François Hollande à la présidence de la République, elle est présente aux côtés de Nicolas Sarkozy lors de la cérémonie de passation des pouvoirs et quitte l'Élysée avec lui le 15 mai 2012.

## Engagement social

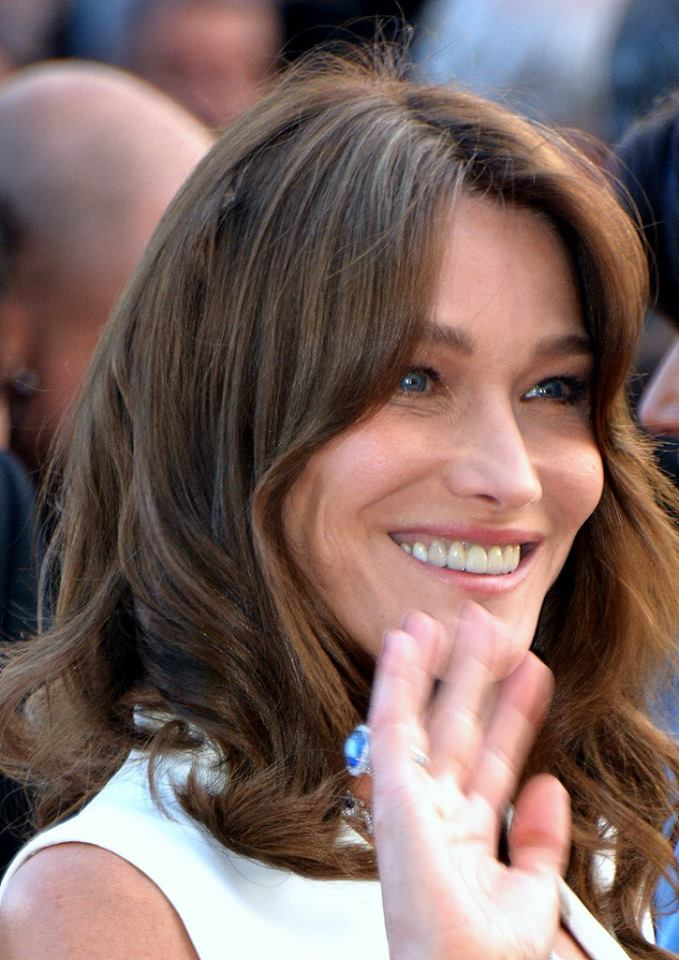
Carla Bruni-Sarkozy en 2018.

Dans le domaine caritatif et humanitaire, Carla Bruni-Sarkozy s'engage dans la lutte contre le sida, et devient notamment, le 1er décembre 2008, à l'occasion de la Journée mondiale de lutte contre le sida, « ambassadrice mondiale pour la protection des mères et des enfants contre le VIH » auprès du Fonds mondial de lutte contre le sida, la tuberculose et le paludisme.
En avril 2009, elle crée la Fondation Carla-Bruni-Sarkozy, destinée à promouvoir l'accès à la culture et à la connaissance pour tous,. En novembre 2009, un premier programme de sa fondation est mis en place : il propose d'éveiller des jeunes aux disciplines artistiques.
Le 19 février 2010, Carla Bruni lance le premier programme « illettrisme » de sa fondation, en allant rendre une visite surprise à des acteurs de terrain en Maine-et-Loire. Sa fondation annonce alors un appel à projets associatifs – à hauteur de 1,5 million d’euros sur trois ans, destinés à des familles qui n’ont pas les moyens « d’acheter des livres, de participer à des activités culturelles ou de loisirs ». Au lieu d'une grande sortie médiatique, elle choisit, lors de sa visite, de n'être accompagnée que d'un journaliste et d'un photographe du quotidien Ouest-France.
En 2012, sa participation au Fonds mondial de lutte contre le sida est à l'origine d'une polémique du fait de financements controversés,,,,,. Au terme de l'affaire, le directeur du Fonds mondial de lutte contre le sida des Nations unies, le Français Michel Kazatchkine, un proche de Carla Bruni, est contraint à la démission tandis qu'un autre proche de Carla Bruni, Julien Civange, est éloigné de l'Élysée. En 2016, selon l’AFP,, les archives d’Hillary Clinton, alors secrétaire d’État américaine, confirment les liens entre Carla Bruni et les raisons du départ de Michel Kazachkine.
D'une façon plus générale, Carla Bruni-Sarkozy participe ou soutient également diverses actions ponctuelles en tous genres. Elle a reversé les droits perçus pour son album Comme si de rien n’était à la Fondation de France,, fit de même au profit des Restos du Cœur avec les 60 000 euros de dommages et intérêts reçus de la compagnie Ryanair, et apporte son soutien à différentes causes ou actions, comme la campagne Born HIV free visant à éradiquer la transmission du virus par la mère à l'enfant, mais aussi la défense des animaux en étant la marraine d’un ours des Pyrénées, la Fondation Nelson Mandela lors d’un concert avec Stevie Wonder et Aretha Franklin, l’association Warchild UK en reprenant une chanson de David Bowie, les jeunes artistes avec un duo en compagnie de Marc Lavoine lors du Prix Constantin 2010,, l’association AIDES par sa présence à son gala annuel en 2010, l’association La chaîne de l'espoir, en vendant un autoportrait au profit des enfants du tiers-monde, ou encore en prenant cause pour l'Iranienne Sakineh Mohammadi-Ashtiani, condamnée à mort par lapidation,.

## Opinions politiques

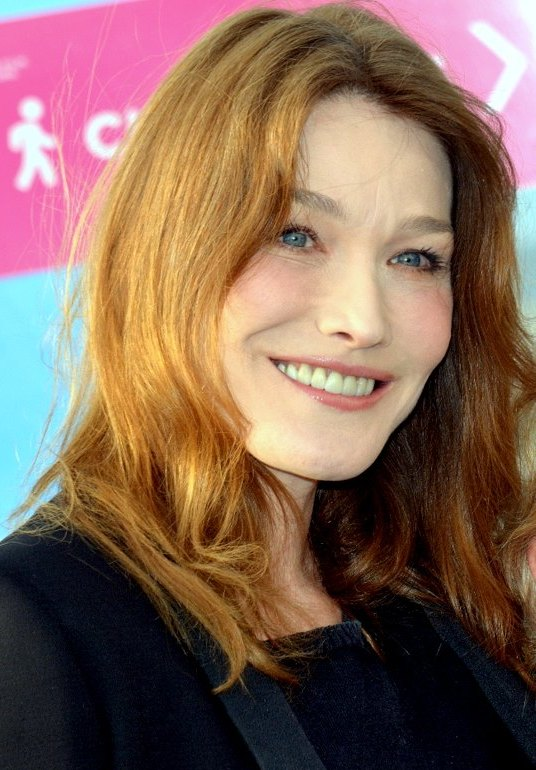
Carla Bruni en 2016.

L'opinion politique de Carla Bruni a fluctué au fil des années : si elle se définit comme une femme de gauche jusqu'à 2009, la « Première dame de France » revient sur ses idées en 2010 pour défendre l'action de Nicolas Sarkozy et celle de l'UMP.
Lors de l'élection présidentielle française de 2007, Carla Bruni, qui possède alors la nationalité italienne, ne peut voter. Elle affirme néanmoins qu'elle aurait fait le choix de Ségolène Royal, moins pour son programme ou sa personnalité que par tradition familiale. Interviewée par le journal britannique The Sunday Herald, Carla Bruni déclare : « Mes parents ont eux aussi toujours voté à gauche. C'est une tradition. Je ne voterai jamais à droite ».
Se positionnant par la suite contre l'utilisation des tests d'ADN pour le regroupement familial, elle déclare : « Je ne suis pas une politique, je n’ai pas forcément un esprit polémique, je signe rarement des pétitions, et je ne crie pas sur les toits pour qui je vote. » En juin 2008, Carla Bruni déclare au journal Libération être « épidermiquement de gauche » avant de préciser, le mois suivant sur France Inter : « Je comprends absolument toutes les réactions, et c'est en cela que je me sens une femme de gauche, dans la liberté que j'accorde aux autres. ».
En janvier 2009, la « Première dame » déclare au journal Le Point : « Je suis de gauche, mais je ne le revendique pas comme une provocation vis-à-vis de la majorité de mon mari, ni comme une militante. ». Le journal Le Monde y voit le premier signe d'un changement, alors que Nicolas Sarkozy doit faire face à une baisse significative de sa popularité dans les sondages.
Carla Bruni laisse entendre, en juin 2009, qu'elle votera pour l'UMP aux élections européennes organisées la même année. En janvier 2011, elle déclare au Parisien : « J'ai fait partie d'une communauté d'artistes. On était bobo, on était de gauche mais, à ce moment-là, je votais en Italie. Je n'ai jamais voté pour la gauche en France, et je vais vous dire, ce n'est pas maintenant que je vais m'y mettre. Je ne me sens plus vraiment de gauche. » Quelques mois plus tard, elle affirme être « ultra-sarkozyste » et « plus du tout, du tout de gauche ».
En octobre 2011, Carla Bruni-Sarkozy revient sur ses déclarations de mars 2010, au cours desquelles elle affirmait ne pas vouloir que son mari brigue un second mandat, et déclare souhaiter, « en tant que citoyenne » et « pour son pays », que son mari soit réélu.
Dans un entretien paru dans Vogue en décembre 2012, elle se déclare « plutôt pour le mariage homosexuel et l'adoption » par les couples de personnes de même sexe, considérant « qu'il y a un investissement supérieur de la part des parents homos, à cause du regard de la société ».
En décembre 2023, elle est signataire de la tribune N'effacez pas Gérard Depardieu alors que Gérard Depardieu est accusé de viol, agressions sexuelles et harcèlement sexuel.

## Affaire Sarkozy-Kadhafi
Dans le cadre de l'affaire du supposé financement libyen de la campagne présidentielle de Nicolas Sarkozy de 2007, elle est auditionnée en mai 2024, puis convoquée, et finalement mise en examen pour recel de subornation de témoin (Ziad Takieddine) et pour participation à une association de malfaiteurs en vue de commettre l’infraction d’escroquerie au jugement en bande organisée. Elle est soupçonnée d'avoir joué un rôle d'intermédiaire entre Nicolas Sarkozy et Michèle Marchand, en lien avec la rétractation de Ziad Takieddine,. 

## Discographie

### Classement des ventes
| Année | Album                    | Classement des ventes | Classement des ventes | Classement des ventes | Classement des ventes | Classement des ventes | Classement des ventes | Classement des ventes | Classement des ventes | Classement des ventes | Classement des ventes | Classement des ventes | Classement des ventes | Classement des ventes | Classement des ventes | Classement des ventes | Classement des ventes | Classement des ventes | Classement des ventes | Ventes    |
| Année | Album                    | FR                    | BEL/Fr                | BEL/Nl                | SUI                   | AUT                   | ITA                   | POR                   | ESP                   | SUÈ                   | P-B                   | DAN                   | FIN                   | ALL                   | R-U                   | POL                   | É-U                   | CAN                   | Monde                 | Ventes    |
| ----- | ------------------------ | --------------------- | --------------------- | --------------------- | --------------------- | --------------------- | --------------------- | --------------------- | --------------------- | --------------------- | --------------------- | --------------------- | --------------------- | --------------------- | --------------------- | --------------------- | --------------------- | --------------------- | --------------------- | --------- |
| 2002  | Quelqu'un m'a dit        | 1                     | 1                     | 9                     | 4                     | 27                    | 4                     | 5                     | —                     | —                     | —                     | —                     | —                     | 14                    | —                     | —                     | —                     | —                     | —                     | 2 000 000 |
| 2007  | No Promises              | 1                     | 1                     | 2                     | 1                     | 11                    | 11                    | 6                     | 5                     | 55                    | 47                    | —                     | —                     | 2                     | 65                    | 27                    | —                     | —                     | —                     | 200 000   |
| 2008  | Comme si de rien n'était | 1                     | 2                     | 6                     | 3                     | 10                    | 15                    | 21                    | 32                    | —                     | 31                    | 38                    | 23                    | 15                    | 58                    | 30                    | 195                   | 15                    | 20                    | 400 000   |
| 2013  | Little French Songs      | 2                     | 8                     | 8                     | 30                    | 26                    | 92                    | —                     | 68                    | —                     | —                     | —                     | —                     | 28                    | —                     | —                     | —                     | —                     | —                     | 200 000   |
| 2017  | French Touch             | 11                    | 16                    | 16                    | 19                    | 45                    | —                     | 42                    | 38                    | —                     | —                     | —                     | —                     | 27                    | —                     | —                     | —                     | —                     | —                     | 200 000   |
| 2020  | Carla Bruni              | 12                    | 15                    | 73                    | 26                    | 58                    | —                     | —                     | 95                    | —                     | —                     | —                     | —                     | —                     | —                     | —                     | —                     | —                     | —                     |           |

### Participations
- 2003 : Studio de Julien Clerc : Qu'est-ce-que tu crois ?
- 2005 : Longtemps de Louis Bertignac : duos Les Frôleuses et Sans toi
- 2005 : Mockba de Jean-Louis Murat : Ce que tu désires
- 2006 : Putain de toi, album hommage à Georges Brassens : Fernande
- 2008 : Où s'en vont les avions ? de Julien Clerc : Déranger les pierres
- 2009 : On n'est pas là pour se faire engueuler !, sur l'album-hommage à Boris Vian : Valse des mannequins
- 2009 : N'y pense plus, tout est bien, duo avec Hugues Aufray sur son album New Yorker
- 2011 : Every Mother Counts album caritatif
- 2011 : Noël ! Noël !! Noël !!! de Michel Legrand : Jolis Sapins
- 2014 : C'est quand qu'on va où ? sur l'album-hommage collectif La Bande à Renaud
- 2014 : Le Chagrin de Christophe Willem
- 2015 : En français. Best of d'Angelo Branduardi : parolière de Barbrie Allen et Ma rose de Galilée
- 2018 : La musique est trop forte en duo avec Bénabar
- 2019 : Quand on n'a que l'amour sur l'album-hommage à Jacques Brel
- 2019 : Jouez violons, sonnez crécelles sur l'album Duos de Julien Clerc
- 2020 : C'est après que ça se passe sur l'album-hommage collectif De Béart à Béart(s)
- 2022 : Demain sur l'album Les Dernières Volontés de Mozart de Gims

## Télévision et cinéma

### Séries télévisées
Le personnage de Carla Bruni apparaît avec celui de Nicolas Sarkozy dans Les Simpson, le temps de l'épisode Le Diable s'habille en nada. Elle est également mentionnée dans l'épisode Baiser volé par le personnage de Michelle Obama. Il est aussi fait mention d'elle dans l'épisode 2 de la série télévisée sud-coréenne Boys over Flowers. En 2020, la série télévisée Emily in Paris fait mention d'elle dans une scène où elle partage une photo postée par Emily Cooper sur les réseaux sociaux à Brigitte Macron.

### Cinéma
- 1994 : Prêt-à-Porter de Robert Altman : elle-même
- 1995 : Dégrafées, déboutonnées, dézippées (Unzipped) de Douglas Keeve : elle-même
- 1998 : Paparazzi d'Alain Berberian : elle-même
- 2011 : Minuit à Paris (Midnight in Paris) de Woody Allen : la guide du musée

Carla Bruni joue dans le film Minuit à Paris de Woody Allen. Elle et le reste de la distribution ont été nommés pour le Screen Actors Guild Award de la meilleure distribution et pour le Alliance of Women Film Journalists Award de la meilleure distribution.
Elle apparaît également dans son propre rôle dans Prêt-à-Porter de Robert Altman, Dégrafées, déboutonnées, dézippées de Douglas Keeve et Paparazzi d'Alain Berberian.
Dans le film Présidents (2021) d'Anne Fontaine, le personnage interprété par Doria Tillier est directement inspiré de Carla Bruni.

### Bandes sonores
- Quelqu'un m'a dit fait partie de la bande originale du film (500) jours ensemble ;
- La Noyée fait partie de la bande originale du film Entre deux rives ;
- Trois de ses titres font partie de celle du film Conversation(s) avec une femme ;
- La chanson Ballade at Thirty-Five est jouée la fin de l'épisode 12 saison 5 de la série américaine The L Word ;
- La chanson L'Amoureuse est jouée dans un épisode de la troisième saison de la série américaine Chuck[108] ;
- La chanson Le Ciel dans une chambre est jouée dans l'épisode 5 de la saison 3 de la série anglaise Skins[109].
- La chanson Quelqu'un m'a dit est jouée lors d'une scène du film La Crème de la crème (2014).

### Publicités
Carla Bruni a posé et joué dans plusieurs publicités, notamment pour le joailler Bulgari et les marques automobile Ford et Fiat. Dans une publicité pour la Fiat Marea en 1997 « Un monde sur mesure » on aperçoit la chanteuse dans une baignoire pendant quelques secondes. 

## Distinctions et hommages

### Décorations

#### Française
- Officière de l'ordre des Arts et des Lettres (2020)[110] ; chevalière (2003)

#### Étrangères
- Grand-croix de l'ordre de Charles III (Espagne, 2009)
- Grand-croix de l'ordre national du Bénin (2010)[111]

### Distinctions musicales
| Année                       | Travail nommé | Catégorie                               | Résultat   |
| --------------------------- | ------------- | --------------------------------------- | ---------- |
| Victoire de la musique 2004 | Carla Bruni   | Artiste interprète féminine             | Lauréat    |
| NRJ Music Awards 2020       | Carla Bruni   | Artiste féminine francophone de l'année | Nomination |

### Hommages
- Jumelage en juillet 2010 de la commune cantalienne de Carlat avec le hameau de Bruni, rattaché à la commune italienne de Vallarsa[112],[113].
- Une statue de Carla Bruni en tenue d'ouvrière, « pour rendre hommage aux plumassières, des femmes d'origine italienne pour la plupart qui travaillaient dans une ancienne fabrique de la ville », existe depuis 2012 à Nogent-sur-Marne[114].

## Musique
Le groupe de musique Oldelaf et Monsieur D, lui consacre la chanson Trahis dans l'album Dernière chance d'être disque d'or en 2009.
Le rappeur Ninho l'identifie dans le titre Zipette de son album M.I.L.S 3. Il chante : « Carla Bruni jouait de la guitare ».